# أوديسة المريخ

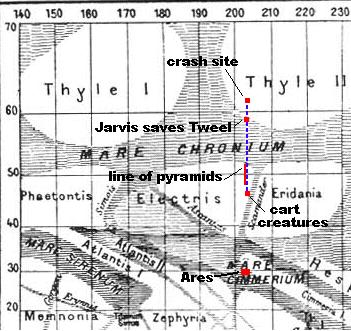
رحلة ديك جارفيس عبر المريخ في "أوديسة المريخ" (الجنوب في أعلى الخريطة).

"أوديسة المريخ" هي قصة قصيرة من أدب الخيال العلمي بقلم الكاتب الأمريكي ستانلي جي واينباوم نُشرت لأول مرة في عدد يوليو 1934 من مجلة قصص العجائب. تُعتبر هذه القصة الثانية التي ينشرها واينباوم (في عام 1933 باع رواية رومانسية بعنوان "السيدة ترقص" إلى دار نشر كينغ فيوتشرز تحت الإسم المستعار مارج ستانلي)، هذه القصة أيضًا الأكثر شهرة بين أعماله. بعد أربعة أشهر، نشر تكملة لها بعنوان "وادي الأحلام". وهاتان هما القصتان الوحيدتان لواينباوم اللتان تدور أحداثهما على كوكب المريخ.

## ملخص القصة
في بداية القرن الواحد والعشرين، تهبط المركبة أريس لأول مرة على سطح المريخ في منطقة ماري كيميريوم. بعد مرور أسبوع، يخرج ديك جارفيس، الكيميائي الأمريكي على متن المركبة، لالتقاط صور للمناظر الطبيعية. بعد مسافة 800 ميل، يتعطل محرك صاروخه، ويضطر للهبوط الاضطراري. يشرع جارفيس في العودة سيرًا نحو الأريس. عند دخوله منطقة "ماري كروينيوم"، يشاهد مخلوقًا ذا أذرع متعددة يهاجم مخلوقًا كبيرًا يشبه الطائر. ويلاحظ أن المخلوق الأخير يحمل حقيبة حول عنقه، فيتعرف عليه كمخلوق ذكي وينقذه. يعلن المخلوق عن نفسه باسم تويل. ينضم تويل إلى جارفيس خلال رحلته، ويتمكن من تعلم بعض الكلمات الإنجليزية، بينما لا يتمكن جارفيس من فهم لغة تويل. في البداية، كان تويل يتنقل بقفزات كبيرة تُعادل طول مبنى كامل، لكن في النهاية يمشي بجانب جارفيس.
عندما يصلون إلى منطقة كسنثوس الصحراوية الواقعة خارج ماري كيميريوم، يكتشف جارفيس وتويل صفًا من الأهرامات الصغيرة التي يعود تاريخها إلى آلاف السنين ومصنوعة من قوالب السيليكا، كل هرم مفتوح من الأعلى. بينما يتبعان الصف، تزداد الأهرامات تدريجيًا في الحجم وتبدو أحدث. وعند نهاية الصف، يعثران على هرم غير مفتوح من الأعلى. ثم يخرج مخلوق مغطى بحراشف رمادية وله ذراع واحدة وفم وذيل مدبب من أعلى الهرم، ويسحب نفسه لبضعة ياردات على الأرض، ثم يغرس نفسه في الأرض بواسطة الذيل. يقوم بإخراج طوب من فمه كل عشر دقائق تقريبًا، ويستخدمه لبناء هرم آخر حول نفسه. يُدرك جارفيس أن هذا المخلوق يعتمد على السيليكون في تركيبه وليس الكربون؛ فهو ليس حيوانًا ولا نباتًا ولا معدنًا، ولكنه خليط من الثلاثة، والطوب هو مخلفاته.
عندما يقترب الاثنان من قناة تمر عبر كسنثوس، يشعر جارفيس بالحنين إلى مدينة نيويورك، ويفكر في فانسي لونغ، وهي إمرأة يعرفها من فريق عمل برنامج ساعة يربا ماتي. عندما يرى لونغ واقفة بجوار القناة، يتجه نحوها، لكن تويل يمنعه. عندها، يسحب تويل سلاحًا يطلق إبر زجاجية مسمومة ويطلق النار على لونغ، التي تختفي وتتحول إلى واحد من المخلوقات ذوات المجسات التي سبق لجارفيس أن أنقذ تويل منها. يدرك جارفيس أن هذا المخلوق ذو المجسات، الذي يسميه "وحش الأحلام"، يقوم بجذب فرائسه عن طريق زرع أوهام في عقولهم.
بينما يقترب جارفيس وتويل من مدينة على ضفاف القناة، يمر بهما مخلوق يشبه البرميل وله أربعة أقدام وأربعة أذرع ودائرة من العيون حول خصره. يقوم هذا المخلوق البرميلي بدفع عربة فارغة ويتجاهلهما بينما يمر بجوارهما. يمر مخلوق آخر بنفس الشكل. يقف جارفيس أمام الثالث، الذي يتوقف. يقول جارفيس: "نحن أصدقاء"، فيرد مخلوق العربة: "نحن أصصص-دقااء" قبل أن يدفعه للمرور. تكرر مخلوقات العربات نفس العبارة وهي تمر بها. تعود المخلوقات إلى المدينة وعرباتها محملة بالحجارة والرمل وقطع من النباتات المطاطية. يتبعهم جارفيس وتويل إلى شبكة من الأنفاق. يضلان الطريق، ويجدان نفسيهما في غرفة مقببة بالقرب من السطح. وهناك يجدا مخلوقات العربات تفرغ حمولتها تحت عجلة تطحن الحجارة والنباتات إلى غبار. بعض مخلوقات العربات تدخل تحت العجلة أيضًا وتُسحَق. خلف العجلة يوجد بلورة لامعة على قاعدة. عندما يقترب جارفيس منها، يشعر بوخز في يديه ووجهه، وتذبل زائدة جلدية على إبهامه الأيسر وتسقط. يعتقد جارفيس أن البلورة تُصدر نوعًا من الإشعاع الذي يدمر الأنسجة المريضة دون أن يلحق الضرر بالأنسجة السليمة.
تقوم مخلوقات العربات فجأة بمهاجمة جارفيس وتويل، فيضطران للتراجع عبر ممر يؤدي إلى الخارج، لكن مخلوقات العربات تحاصرهما. يختار تويل البقاء بجانب جارفيس بدلًا من الهروب. ثم يهبط صاروخ مساعد من سفينة الفضاء إريس. جارفيس يصعد على متن الصاروخ، بينما يقفز تويل بعيدًا نحو أفق المريخ. عندما يعود إلى السفينة، يروي قصته لبقية أفراد الطاقم الثلاثة. يعبر القائد هاريسون عن أسفه لعدم تمكنهم من الحصول على البلورة الشافية. يعترف جارفيس بأن مخلوقات العربات هاجمته لأنه أخذ البلورة؛ فيخرجها ويعرضها على الآخرين.

## التأثير
القصة جعلت واينباوم فورًا شخصية بارزة في هذا المجال. إسحق عظيموف يذكر أن "أسلوب واينباوم السلس ووصفه الواقعي للمشاهد والكائنات الفضائية كان أفضل مما شوهد حتى الآن، وجمهور قراء الخيال العلمي أُعجبوا به بشكل جنوني." القصة "كان لها تأثير كالقنبلة المنفجرة في المجال. مع هذه القصة الوحيدة، اُعترف بواينباوم فورًا كأفضل كاتب خيال علمي حي في العالم، وعلى الفور حاول تقريبًا كل كاتب في المجال تقليده."
من قبل، كانت الكائنات الفضائية لا تعدو كونها أدوات حبكة تساعد أو تعيق البطل. ولكن مخلوقات واينباوم، مثل باني الأهرامات ومخلوقات العربات، لديها أسبابها الخاصة للوجود. أيضًا، فإن منطقها لا يماثل المنطق البشري، ولا يمكن للبشر دائمًا فهم دوافعها. وكان "تويل" نفسه من أوائل الشخصيات (وربما الأول) التي حققت تحدي جون كامبل: "اكتب لي مخلوقًا يفكر جيدًا مثل الإنسان، أو أفضل منه، ولكن ليس مثل الإنسان."
وفقًا لباد ويبستر، كانت المخلوقات في "أوديسة المريخ" أول كائنات فضائية في أدب الخيال العلمي تُعتبر فعلاً غريبة، على عكس التصويرات السابقة للمريخيين كوحوش أو في الأساس بشر؛ وبالمثل، لاحظ ألفريد بستر أن القصة "ألهمت موضة كاملة للمخلوقات الغريبة الفريدة".
في عام 1970، عندما صوتت رابطة كتاب الخيال العلمي الأمريكية على أفضل القصص القصيرة للخيال العلمي قبل إنشاء جوائز نيبولا، جاءت قصة "أوديسة المريخ" في المركز الثاني بعد قصة عظيموف "الغسق"، وكانت أقدم قصة تدخل القائمة. تم نشر القصص المختارة في قاعة مشاهير الخيال العلمي، المجلد الأول، 1929-1964.
أدرج لاري نيفن عدة إشارات إلى "أوديسة المريخ" في روايته قوس قزح المريخ.
في عام 2002، تضمنت مختارات مسبارات المريخ التي حررها بيتر كروذر "ثيوديسيا المريخ" بقلم باول دي فيليبو، وهي تكملة "غير محترمة تمامًا".

## الإستقبال
في عام 2004، ذكرت مجلة سترينج هورايزونز أن القصة "قديمة بشكل سيء"، وأن حبكتها "ضعيفة"، لكنها تعوّض جزئيًا بالاختراع البحت.
في عام 2017، وصفت مجلة رياكتور القصة بأنها "مثيرة ورائعة ومليئة بالفكاهة"، واعتبرت شخصية تويل "محببة وفي نفس الوقت لا يمكن فهمها".

## المجموعات
تظهر قصة "أوديسة المريخ" في المجموعات التالية لستانلي جي. واينباوم:
- The Dawn of Flame (1936)
- A Martian Odyssey and Others (1949)
- A Martian Odyssey and Other Classics of Science Fiction (1962)
- A Martian Odyssey and Other Great Science Fiction Stories (1966)
- A Martian Odyssey and Other Science Fiction Tales (1974)
- The Best of Stanley G. Weinbaum (1974)
- Interplanetary Odysseys (2006)
- A Martian Odyssey: Stanley G. Weinbaum's Worlds of If (2008)

## روابط خارجية
- مجموعة شاملة من القصص القصيرة التي كتبها واينباوم في المجال العام، بما في ذلك هذه القصة
- "أوديسة المريخ" على مشروع غوتنبرغ